# 福井県を舞台とした作品一覧
福井県を舞台とした作品一覧（ふくいけんをぶたいとしたさくひんいちらん）では、福井県内をモチーフあるいはロケーション撮影地にした小説、映画、テレビドラマ等を記述する。

## 小説
- 愛の幻滅（田辺聖子）
- あの花火は消えない（森島いずみ）
- 行きつ戻りつ（乃南アサ）
- 海の仙人（絲山秋子）
- 栄光の岩壁（新田次郎）
- 越前・伊豆 惜別の殺人ルート（金久保茂樹）
- 越前海岸殺人事件（山村美紗）
- 越前竹人形(水上勉)
- 不連続線＝第２回鮎川哲也賞受賞作（石川真介）
- 越前の女（石川真介）
- 若狭小浜殺人紀行（石川真介）
- 名画は踊る―越前殺人事件（石川真介）
- 越前海岸・島別荘の恐怖（石川真介）
- 越前岬殺人事件（梓林太郎）
- 大谷吉継（山村泰生）
- 遅咲きの梅（津村節子）
- 俺たちの行進曲
- おばあさんの村（中野重治）
- 金ケ崎の四人（鈴木輝一郎）
- 絹扇（津村節子）
- 恐怖の海東尋坊（西村京太郎）
- 虚空伝説（山本周五郎）
- 九頭竜川（大島昌宏）
- 国盗り物語（司馬遼太郎）
- 煙か土か食い物
- 剣風の結衣（天野純希）
- 高野聖 (小説)
- 故郷（水上勉）
- サクラサク
- 佐々木小次郎（村上元三）
- さまよう霧の恋歌（高橋治）
- JORGE JOESTAR
- 死を開く扉
- 下町ロケット ガウディ計画（池井戸潤）
- 私本太平記（吉川英治）
- 初心（佐伯泰英）
- 寝台特急「北陸」殺人事件
- 酔象の流儀 朝倉盛衰記（赤神諒）
- 宣戦布告 (小説)
- そろばん武士道（大島昌宏）
- 竹人形殺人事件（内田康夫）
- 忠直卿行状記（菊池寛）
- たびを（花村萬月）
- 千歳くんはラムネ瓶のなか
- 天空の蜂
- 天皇の料理番
- 道元禅師（立松和平）
- 十津川警部 小浜線に椿の花咲くころ、（西村京太郎）
- 十津川警部「故郷」（西村京太郎）
- 十津川警部 さらば越前海岸（西村京太郎）
- どてらい男（花登筐）
- 鳥の歌（五木寛之）
- とんかつ（三浦哲郎）
- 梨の花
- 2・43清陰高校男子バレーボール部（壁井ユカコ）
- 夏の栞（佐多稲子）
- 新田義貞（峰岸純夫）
- 白蛇抄
- 白頭の人（富樫倫太郎）
- 北陸トンネル殺人事件（斎藤栄）
- 蛍川（宮本輝）
- ボトルネック (小説)
- 名将大谷刑部（南原幹雄）
- 夜叉ヶ池 (戯曲)
- 結城秀康（志木沢郁）
- 雪の花（吉村昭）
- 義貞の旗（安部龍太郎）
- 雷鳥九号殺人事件
- 蓮如（丹羽文雄）
- 若狭小浜殺人紀行（石川真介）
- 若狭・城崎殺人ルート（西村京太郎）
- 若狭幻想（水上勉）
- 若狭恋唄殺人事件（木谷恭介）
- 若狭殺人事件（内田康夫）

## 文芸（古典・紀行・その他）
- 行き暮れて山（正津勉）
- 大谷吉継と敦賀（外岡慎一郎）
- 奥の細道
- 女の贅沢（津村節子）
- 街道をゆく4、18（司馬遼太郎）
- 九頭竜伝説
- けいせい仏の原
- 今昔物語
- 太平記
- 日本百名山（深田久弥）
- 紫式部集
- 若狭海辺だより（水上勉）

## 映画
- THE IDOLM@STER MOVIE 輝きの向こう側へ！
- 越前竹人形
- えちてつ物語〜わたし、故郷に帰ってきました。
- 男はつらいよ 柴又慕情
- 俺たちの行進曲
- 騎士竜戦隊リュウソウジャー THE MOVIE タイムスリップ!恐竜パニック!!
- 恐竜を掘ろう
- ゴジラvsビオランテ
- サクラサク (映画)
- 大怪獣東京に現わる
- 旅の贈りもの 明日へ
- チア☆ダン〜女子高生がチアダンスで全米制覇しちゃったホントの話〜
- つむぐもの
- 釣りバカ日誌7
- HAPPY!メディアな人々。
- 風雪を越えて
- 福井青春革命
- 福井青春物語
- HESOMORIヘソモリ
- 北陸代理戦争
- 夜叉 (映画)
- 夜叉ヶ池 (映画)
- 雪の花
- 雪の花 -ともに在りて-

## テレビドラマ
- あんどーなつ
- 温泉若おかみの殺人推理13
- 蔵の宿
- 越前竹人形
- 麒麟がくる
- 下町ロケット
- シューカツ屋
- チア☆ダン
- ちりとてちん (テレビドラマ)
- 天皇の料理番
- どてらい男
- 雷鳥九号殺人事件
- ドラゴン桜(テレビドラマ)、第２シリーズ（第１話）

## 舞台
- 花筐
- 夜叉ヶ池

## 漫画
- アドルフに告ぐ
- あんどーなつ
- グラスリップ
- 蔵の宿
- GA 芸術科アートデザインクラス
- 千歳くんはラムネ瓶のなか
- ちはやふる
- メガネブ!
- 一ノ瀬家の大罪

## テレビアニメ
- グラスリップ
- GA 芸術科アートデザインクラス
- ちはやふる
- まんが日本昔ばなし
- メガネブ!

## ラジオドラマ
- 春を待つ雪（NHK-FM FMシアター）
- メロディ・フェア（NHK-FM FMシアター）
- 夜叉ヶ池で見つけた命（NHK-FM 青春アドベンチャー）